# Йолкіно (Нижньогородська область)
Йолкіно (рос. Ёлкино) — присілок в Воскресенському районі Нижньогородської області Російської Федерації.
Населення становить 190 осіб. Входить до складу муніципального утворення Глуховська сільрада.

## Історія
Від 2009 року входить до складу муніципального утворення Глуховська сільрада.

## Населення
| 1999 | 2002 | 2010 |
| ---- | ---- | ---- |
| 238  | ↘218 | ↘190 |